# Кинг, Уильям (младший)
Уильям Кинг (англ. William King; ум. 1900) — британский учёный-геолог, директор Геологической службы Британской Индии (1887—1894).

## Биография
Родился в семье геолога Уильма Кинга-старшего, который первым понял, что неандертальцы представляют собой отдельный вид людей и дал им видовое название. Окончил Королевский колледж в Голуэе (Ирландия), где преподавал его отец после чего поступил на работу в Геологическую службу Британской Индии.
Первоначально работал в Южной Индии под руководством Генри Фрэнсиса Бланфорда. Затем работал в центральной Индии и обследовал западную часть плато Чхота-Нагпур.
С 1887 по 1894 год возглавлял Геологическую службу (штаб-квартира которой располагалась в Калькутте). Вышел в отставку по возрасту после 37 лет службы. 
Был членом Лондонского геологического общества.
Скончался в 1900 году.

## Избранная библиография
- King, W. (1888) Boring exploration in the Chhattisgarh Coal-fields Records of the Geological Survey of India. 20:194-202
- King, W. (1888) Abstract report on the coal outcrops in the Sharigh Valley, Baluchistan. Records of the Geological Survey of India. 22:149-.
- King, W. (1888) Note on the discovery of trilobites by Dr H. Warth in the Neobolus beds of the Salt Range. Records of the Geological Survey of India. Records of the Geological Survey of India. Records of the Geological Survey of India. 22:153-.
- King, W. (1888) Provisional index of the local distribution of important minerals, miscellaneous minerals, gem-stones and quarry-stones in the Indian Empire. Records of the Geological Survey of India. 22:237-, 23-130-.
- King, W. (1882) Geological sketch of Vizagapatam district. Records of the Geological Survey of India, Gov. of India, Calcutta, 143-157.
- King, W. (1881) The Geology of the Pranhita-Godavari valley. Memoirs of the Geological Survey of India 18:151–311.
- King, W. (1880) The gneiss and transition rocks, and other formations of the Nellore portion of the Carnatic. Memoirs of the Geological Survey of India. 16:109-194.
- King, W. (1880) The Upper Gondwanas and other formations of the coastal region of the Godavari District. Memoirs of the Geological Survey of India. 16:195-264.
- King, W. (1872) On the Kadapah and Karnul formations in the Madras Presidency. Memoirs of the Geological Survey of India 8:1-320.
- King, W.; Foote, R.B. (1865) On the geological structure of parts of the districts of Salem, Trichinopoly, Tanjore, and South Arcot, Madras. Memoirs of the Geological Survey of India 4:223-379.